# Suarius gobiensis
Suarius gobiensis is een insect uit de familie van de gaasvliegen (Chrysopidae), die tot de orde netvleugeligen (Neuroptera) behoort. 
Suarius gobiensis is voor het eerst wetenschappelijk beschreven door Tjeder in 1936.